# Fondation William-Faulkner
La Fondation William-Faulkner est une fondation universitaire, basée à Rennes, et qui a pour but de promouvoir des échanges littéraires et culturels entre la France et les États-Unis. Placée sous l'égide de la Fondation de France, elle gère, au sein de l'université Rennes II, un centre de recherche et de documentation sur l'écrivain américain William Faulkner, et organise des colloques, rencontres, séminaires sur les écrivains contemporains.

## Historique
La Fondation a été inaugurée le 21 octobre 1994 par Mme Pamela Harriman, ambassadeur des États-Unis en France. En 1997, elle a la charge d'une partie des évènements français liés au centième anniversaire de la naissance de l'auteur,,.
Elle est présidée par Nicole Moulinoux[Depuis quand ?].

## Publications
La fondation gère la collection "Études Faulknériennes" publiée par les Presses universitaires de Rennes
- Études faulknériennes - N° 5 Eudora Welty and the Poetics of the Body, Géraldine Chouard & Danièle Pitavy-Souques (dir.), 2005
- Études faulknériennes - N° 4 Méconnaissances, Michael Zeitlin, André Bleikasten et Nicole Moulinoux (dir.), 2004
- Études faulknériennes - N° 3 Faulkner's Maturity, André Bleikasten, Michel Gresset, Nicole Moulinoux, François Pitavy (dir.), 2002
- Études faulknériennes - N° 2 Centenaire, André Bleikasten, Michel Gresset, Nicole Moulinoux et François Pitavy (dir.) 2000
- Études faulknériennes - N° 1 Sanctuary, Michel Gresset (dir.)1996